# Abelardo Escobar Prieto
Abelardo Escobar Prieto (Ciudad Juárez, 1938 - El Paso, 11 februari 2019) was een Mexicaans ingenieur en politicus van de Nationale Actiepartij (PAN). Van 2006 tot 2012 was hij minister van landbouwhervorming.
Escobar studeerde landbouwtechniek in Ciudad Juárez en de Verenigde Staten en werd in 1976 voorzitter van de Mexicaanse Associatie voor Hoger Landbouwonderwijs. Van 2000 tot 2003 had hij zitting in de Kamer van Afgevaardigden. Op 24 mei 2006 werd hij door president Vicente Fox tot minister benoemd, een positie die hij behield bij het aantreden van Felipe Calderón.